# 人新世
人新世（じんしんせい、ひとしんせい、英: Anthropocene）とは、人類が地球の地質や生態系に与えた影響に注目して提案されている地質時代における現代を含む区分である。人新世の特徴は、地球温暖化などの気候変動（気候危機）、大量絶滅による生物多様性の喪失、人工物質の増大、化石燃料の燃焼や核実験による堆積物の変化などがあり、人類の活動が原因とされる。
オゾンホールの研究でノーベル化学賞を受賞したパウル・クルッツェンらが2000年に提唱し、2009年に国際地質科学連合で人新世作業部会が設置された（語源・語義は後述）。日本語での名称は人新世のほかに新人世（しんじんせい）や人類新世、人類世がある。人新世という用語は、科学的な文脈で非公式に使用されており、正式な地質年代とするかについて議論が続いている。人新世の開始年代について様々な提案があり、12,000年前の農耕革命を始まりとするものから、産業革命、1900年頃、1960年代以降という遅い時期を始まりとする意見まで幅がある。人新世の最も若い年代、特に第二次世界大戦後は社会経済や地球環境の変動が劇的に増加しており、この時期はグレート・アクセラレーション（大加速）と呼ばれる。2024年3月、国際地質科学連合においてこの問題を検討していた国際層序委員会の第四紀層序小委員会は、提案から15年の検討を経て人新世を地質学的な年代とするという提案を反対多数で否決した。

## 語源・語義
英語 Anthropocene は、「人」を意味する anthropo- と、新生代における「世」に用いられる接尾辞 -cene とをあわせたもの。後者は「新しい」を意味する古典ギリシア語 καινός (kainos) から取られたもので、日本語では暁新世から完新世まで「新世」の用字があてられている。
日本語に訳さない場合、自然史分野では通常「アントロポシーン」を用いるが、フランス語風の「アントロポセン」も使われている。なお、JISの基本方針に従い「一般的な英語読みをそのまま片仮名にした」場合は「アンスロポシーン」となると思われる。

### 用語の誕生
アメリカ合衆国の生態学者ユージン・F・ストーマーが1980年代に "Anthropocene" という用語を造ったと記述されていることが多く、オランダの大気化学者パウル・クルッツェンがそれを独自に再発見して普及したとされている。
人新世が普及するきっかけは、科学者の会議だった。2000年2月23日にクエルナバカで開催された地球圏・生物圏国際協同研究計画（IGBP）の第15回科学委員会会議で、クルッツェンはプレゼンテーションを聞いていた。完新世に関する発言を聞いたクルッツェンは、完新世という語が現在を表現するには不適切ではないかと考えた。完新世は約1万1700年間にわたるが、石器時代と人類の影響が地球規模に及んだ現在では大きく違う。そこで、「完新世という言葉が用いられているが、われわれはもう人新世に入っているのではないか」という趣旨の発言をしたところ、会議は一瞬静まった後に熱心な議論が始まった。クルッツェンに対して、人新世という語の特許を取っているかとたずねる者もいた。反響の大きさに驚いたクルッツェンは、人新世という語を先に使っていたストーマーがいることを知る。クルッツェンはストーマーに連絡し、2000年5月にIGBPのニュースレターに共著論文を発表した。最初の論文は1ページだったが、2002年にクルッツェンは「人類の地質学」という論文を雑誌『ネイチャー』に発表し、アカデミックな場で次第に広まっていった。クルッツェン自身は人新世を隠喩として解釈している。

## 根拠となる仮説
人新世の概念が根拠とする主な仮説は2つあり、グレート・アクセラレーション（大加速）と、プラネタリー・バウンダリー（地球の限界）である。人類活動が全地球的な環境に与える影響についての仮説は2010年代以降に増え、他に第6の大量絶滅仮説（後述）や、フィードバック効果に関するリスク仮説などがある。

### グレート・アクセラレーション
社会経済システムと地球システムの12の指標が、20世紀後半から急速に上昇傾向にあるという仮説を指す。開始時期については1945年、1950年代など諸説がある。この仮説は2004年から使われている。
- 社会経済システムの指標：人口、国内総生産（実質GDP）、対外直接投資（FDI）、都市人口、一次エネルギーの使用、化学肥料の使用、巨大ダム、水利用、製紙、交通、遠隔通信、海外旅行となる[13]。

- 地球システムの指標：二酸化炭素、亜酸化窒素、メタン、成層圏オゾン、地球の表面温度、海洋酸性化、海洋における漁獲量、エビ養殖、海洋の富栄養化や無酸素化につながる沿岸窒素の増加、熱帯雨林と森林地域の喪失、土地利用の増大、陸上の生物種の推定絶滅率となる[30][13]。

これらの指標は20世紀後半から急速に上昇傾向にあり、地球環境の負の方向への変化を示している。グレート・アクセラレーションの考え方が普及するまでは、地球環境問題は温暖化などの個別の指標の分析にとどまっていた。
グレート・アクセラレーションは、6500万年前の巨大隕石の落下など過去の災害との類似点も比較されている。隕石の落下そのものは地質学的なスケールでは瞬時だが、その影響は長期間におよび大量絶滅も起こした。グレート・アクセラレーションも地質学的スケールでは瞬時に終わるかもしれないが、その影響は長期間にわたって継続する。

### プラネタリー・バウンダリー
人類がもたらした変化が、地球の限界を超えつつあるという警告を含む仮説を指す。地球をシステムとして考えると、恒常性を維持するフィードバックが働いている。しかし、引き返し不能点（ティッピング・ポイント）を超えると、システムは予想がつかない振る舞いをする。この仮説は2009年に発表された。当初の提唱者は、地球システムを研究するスウェーデンの環境学者ヨハン・ロックストロームと化学者のウィル・ステフェンをはじめとする約20名の研究者だった。
仮説では9つの限界点を指標にしており、機能によって3種類に分けられる。
1. 地球的な閾値が明確に定義されたもの：気候変動、成層圏オゾン層の破壊、海洋酸性化[36]。
2. 緩やかに変化する地球環境にかかる変数にもとづくもの：土地利用の変化、淡水利用、生物多様性の喪失、窒素とリンの循環。これらは緩やかな限界値とも呼ばれる[36]。
3. 人類が作り出した脅威：大気エアロゾルの環境に負荷を与える化学物質、重金属や有機化学物質による生物圏の汚染[36]。

この中で、気候変動、生物多様性の損失、生物地球化学的循環は2009年時点で限界を超えたともいわれている。

## 人類の影響

### 気候

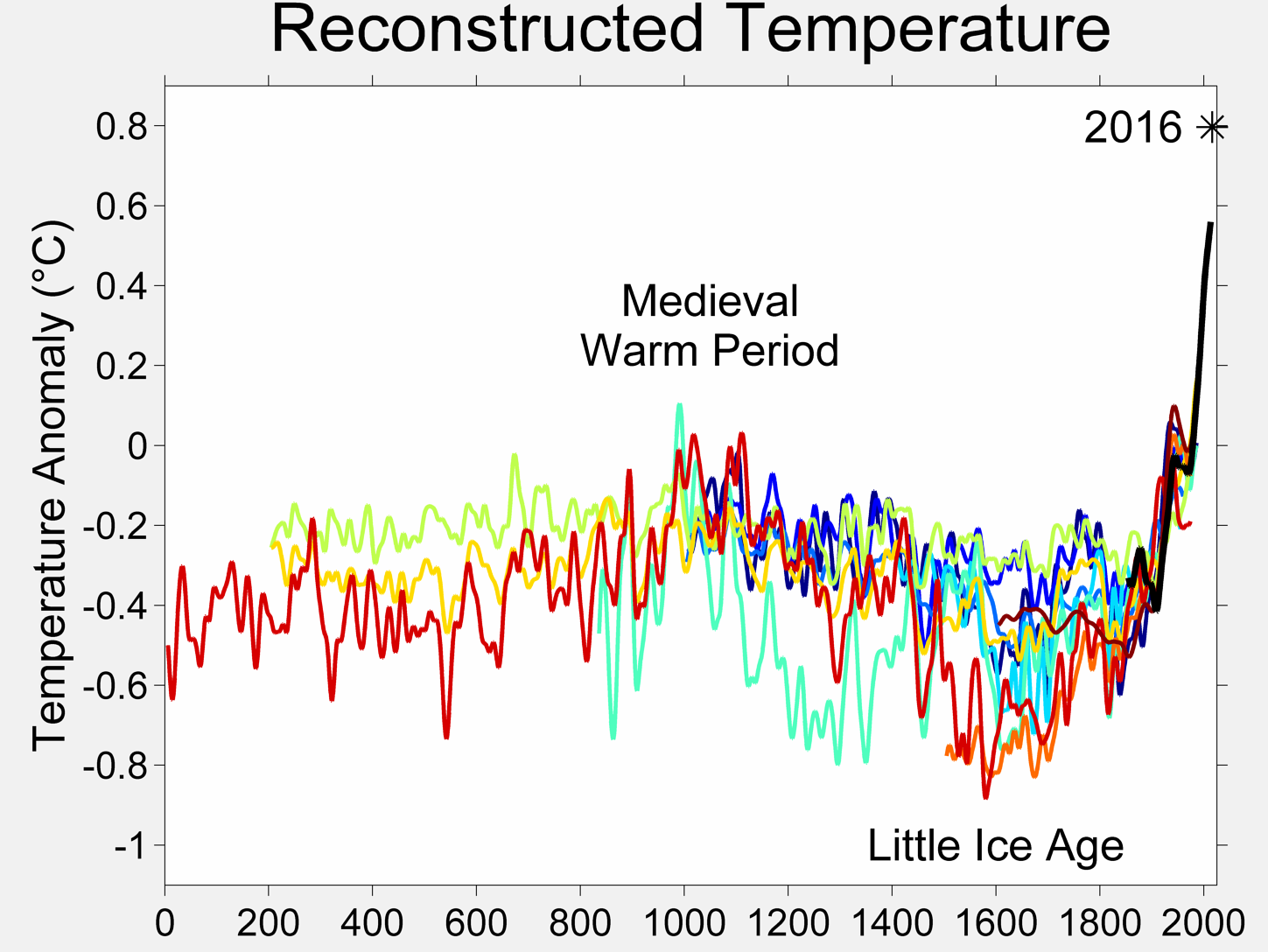
様々な手法で得られた過去2000年間の気温の復元

人類の活動から生じる地質学的兆候の1つは、大気中の二酸化炭素（CO2）含有量の増加である。産業革命前の280ppmから2014年の400ppmに上昇し、過去80万年の中で最多となった。2021年6月時点では417ppmとなっている。この数値は、以前の同様の変化よりもはるかに速く、規模もより大きい。
この増加の大部分は、石炭、石油、天然ガスといった化石燃料の燃焼による。人類による二酸化炭素の排出は、温暖化に影響を与えている。また、二酸化炭素を吸収する森林の伐採も影響しているとされる。排出された二酸化炭素の1/3は海洋に吸収され、海洋酸性化を起こしている。特に北極圏では2倍以上のペースで温暖化が進んでおり、科学者は北極圏が今後さらに加速的に暑くなると指摘した。
二酸化炭素と同じく温室効果ガスであるメタンは2015年時点の排出量の16%を占める。メタンの温室効果は二酸化炭素の25倍あり、温暖化で海底や永久凍土の中にあるメタンが大気中に排出されると温暖化がさらに進む悪循環となる。メタンは15億頭にのぼる家畜のウシからも大量に排出されている。
完新世と人新世を区別する根拠の一つに、気候変動の周期がある。氷期から間氷期のサイクルは10万年、4万年、2万年の周期がある。氷期から間氷期サイクルの中では急激な気候変動も繰り返されており、「暴れる気候」とも呼ばれる。完新世は「暴れる気候」がない安定した気候であり、完新世では来年が今年と似ていることを前提とした生活が可能となり、人類が農耕による安定した食糧生産を行う基盤となった。地球表面の30％が氷に覆われた最終氷期の終焉は、暖かな世界へとつながった。人類は更新世にも存在していたが、繁栄したのは完新世からであり、21世紀は地球の歴史上どの時点よりも多くの人類が生息している。しかし、人新世の気候変動によって農耕による安定した食糧生産が失われる可能性がある。

### 生物多様性

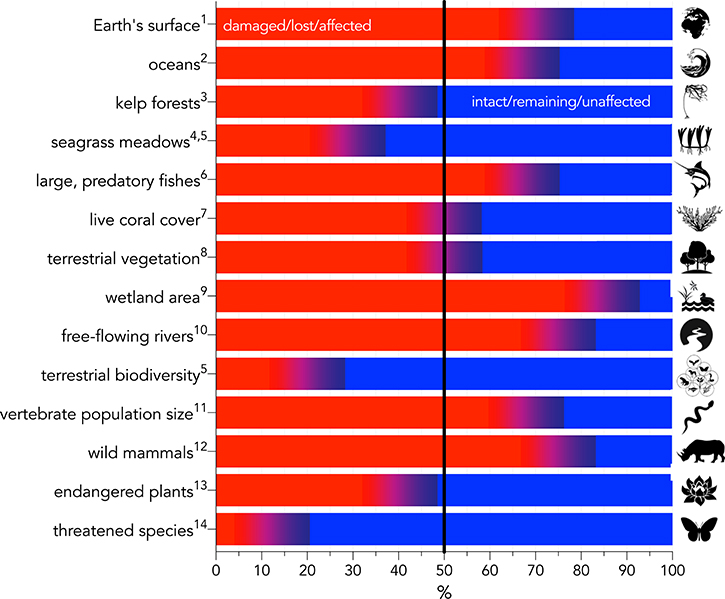
主な生物多様性に関する環境変化の分野をまとめたもの、人が引き起した変化の割合が赤色で表示されている。

生物多様性における人類の影響は、人新世の主な属性の1つである。人類の出現による生物の大量絶滅は、第四紀の大量絶滅や完新世の大量絶滅と呼ばれ、地球に5度起きたという大量絶滅の次にあたる「第6の大量絶滅期」とも呼ばれる。人類の活動が生物種の絶滅速度を加速させていることに大半の専門家が同意している。2019年時点の報告では、約100万種の動植物が絶滅の危機に瀕しており、生物種絶滅のペースは過去1,000万年の平均と比べて少なくとも数十倍から数百倍とされる。人類の影響がなければ、生物多様性は指数関数的に成長し続けたであろう、と一部の学識者は仮定している。
2010年の調査では、地球の全光合成生物資源の約半分を占める海洋の植物プランクトンは、過去1世紀間に大幅に減少した。1950年からでも、藻類の生物量は恐らく海洋温暖化によって約40％減少したと判明した。海洋酸性化は炭酸カルシウムの形成を妨げるため、貝類やプランクトンの殻、クジラの耳骨などの変形も起こし、サンゴ礁の減少による生物多様性の低下の一因となっている。2015年に公開された研究では、シイノミマイマイ科のハワイマイマイ絶滅を通して、生物多様性の危機は現実であり、1980年時点で存在していた全生物種のうち7％が既に消滅している可能性があるとの結論を導き出した。人類による捕食は、他の頂点捕食者を捕まえて食べるなど世界規模の食物網に広範な影響を及ぼし、全世界に分布する歴史上で唯一の「スーパー捕食者」であると指摘された。
2018年時点の全哺乳類の生物量
2017年5月に『米国科学アカデミー紀要』で発表された研究は、人類によって大量絶滅に類似の生物学的全滅（biological annihilation）が進行中であると発表した。その要因として人口増加と、特に富裕層の過剰消費があると指摘した。同アカデミー紀要で2018年5月に発表された別の研究によると、文明の夜明け以来、野生哺乳類の83％が消滅している。現在では地球にいる全哺乳類の生物量の60％を家畜が占めており、人間（36％）と野生哺乳類（4％）がこれに続く。生物多様性及び生態系サービスに関する政府間科学政策プラットフォーム（IPBES）がまとめた2019年の生物多様性と生態系サービスに関するグローバル評価報告書によると、動植物種の25％が絶滅の危機に瀕している。
2019年の研究によれば、全ての昆虫種のうち40%が減少しており、数十年で絶滅する可能性がある。特に花粉を媒介するハチやチョウなどの虫や動物の排泄物や死骸を分解する虫、水中に産卵する虫の状況が悪化している。原因は森林伐採、農地開発、農薬や殺虫剤などの化学物質とされる。昆虫の減少は、それをエサとする全動物の減少、受粉を昆虫に依存する植物の減少、栄養分のリサイクルの減少につながる。顕花植物の75%と、食料供給の1/3にあたる作物の受粉は昆虫に依存している。

### 生物の分布
人類の影響による生物分布の永続的な変化は、地質記録で特定可能になるとされている。しばしば当初の予想よりも速い速度で、多くの生物種がかつては寒すぎる地域へと移動するのを研究者達は確認している。気候変化によって発生したものの他に、農業や漁業による影響や、貿易や旅行を通じて外来種が新たな地域に入った影響によっても移動が起きている 。
温暖化で生息環境の気温が上昇するため、山岳の動物は同じ気温を求めて10年間あたり12メートルのペースで標高の高い場所に移動している。山岳の周囲が人類によって開発されている場合、生物種が孤立して絶滅する可能性がある。
複数の研究者が、人口増加と人類活動の拡大により、ゾウ、トラ、イノシシなど通常は日中に活動する動物種の多くが夜行性になり、人類との接触を避けていることを発見している。人類が存在する地域では、生物種、大陸、環境に関係なく83%の生物が夜行性に移った。人口密度が少ない山岳部でも、林道などがある地域では夜行性となる。こうした変化は食物連鎖への影響が懸念されている。

### 地形

アラル海が縮小する様子。ソビエト連邦の自然改造計画による農業政策で湖水は減少したが、近年は水位が戻りつつある。

人類の活動に起因する排水パターンの変化は、地質構造が侵食されている大陸の大部分で地質学的時間にわたって持続すると想定されている。これにはグレーディングと排水制御により定義される道路や高速道路の経路が含まれる。たとえば、採石や造園による地球表面の形状への直接的な変化も人類の影響を記録するものである。鉱業によって変形した地形は宇宙からも確認できる。
気候変動による極地の氷の融解も人工衛星から確認できる規模となっている。温暖化による海面上昇も地形の変形をもたらす。平均気温上昇が、パリ協定の目標とする産業革命以降の2度を超えれば、南極では氷の融解が加速化して海面上昇が2倍になる可能性がある。北極圏では永久凍土の融解で地盤が変化してインフラストラクチャーに被害が出ており、建築物の沈下によるノリリスク油流出事故も起きた。温暖化のペースが続いた場合、山間部の氷河は21世紀中盤で消滅するという研究結果も出た。
海面上昇は、特に島嶼部の地域にとって危機となる。モルディブやキリバスをはじめとして国土の喪失が続いており、移住計画も進められている、小島嶼国は、気候変動に対応するために小島嶼国連合（AOSIS）を設立した。日本では1メートルの海面上昇で砂浜の90%が消滅し、大阪府堺市、東京都江東区・墨田区・江戸川区・葛飾区などが影響を受けると予想されている。

### 地質

#### 時期区分
地質学の時期区分には「累代」「代」「紀」「世」「期」の階層があり、累代が最大で、期が最小の区分となる。最も新しい「代」にあたる新生代には7つの「世」があり、暁新世、始新世、漸新世、中新世、鮮新世、更新世、完新世となる。人新世は、完新世のどこかの時点より後を分割して新しい区分にすることになる。地質学的な時期は巨視的時間スケールにあたるが、人類の活動の影響が地質学的に見ても無視できない規模に達していることを示している。堆積物や氷床コアにおける人類活動の気候的、生物学的、地球化学的特徴に関するレポートには、20世紀半ば以降の時代が完新世とは異なる地質時代として認識されるべきだという示唆がある。

#### 堆積学的記録
森林伐採や道路造成などの活動が、地球表面の至る所で堆積物の流量を高めていると考えられている。人類が動かす堆積物や岩石は、河川・氷河・風雨が動かす量の3倍以上となっている。しかし、河川におけるダム建設では、土砂堆積速度がどの場所でも必ずしも増加するとは限らない。 たとえば、世界中にある三角州の多くはダムによって土砂堆積物が不足しており、成長するどころか海面上昇に追いつかずに沈下しつつある。
人類以前に発生したことのない自然プロセスの一例として、カルテマイト層の堆積がある。カルテマイトとは、コンクリート、石灰、モルタル、または洞窟環境外にあるその他の石灰質素材から派生した二次堆積物である。カルテマイトは人工構造物（鉱山やトンネルを含む）の上または下で成長し、鍾乳石、石筍、流華石といった洞窟生成物に似た形状になる。
プラスティックの生産が始まって以来、その破片であるマイクロプラスチックが堆積するようになった。マイクロプラスチックは海底から高山まで拡散しており、数百年間にわたって残ると推定される。堆積速度は1940年代から15年ごとに倍増しており、海底で堆積したマイクロプラスチックの2/3は洗濯などで合成繊維の衣服から抜けた繊維だった。マイクロファイバーはプランクトンの活動の妨げになるほか、誤って食べる原因にもなる。

#### 化石記録

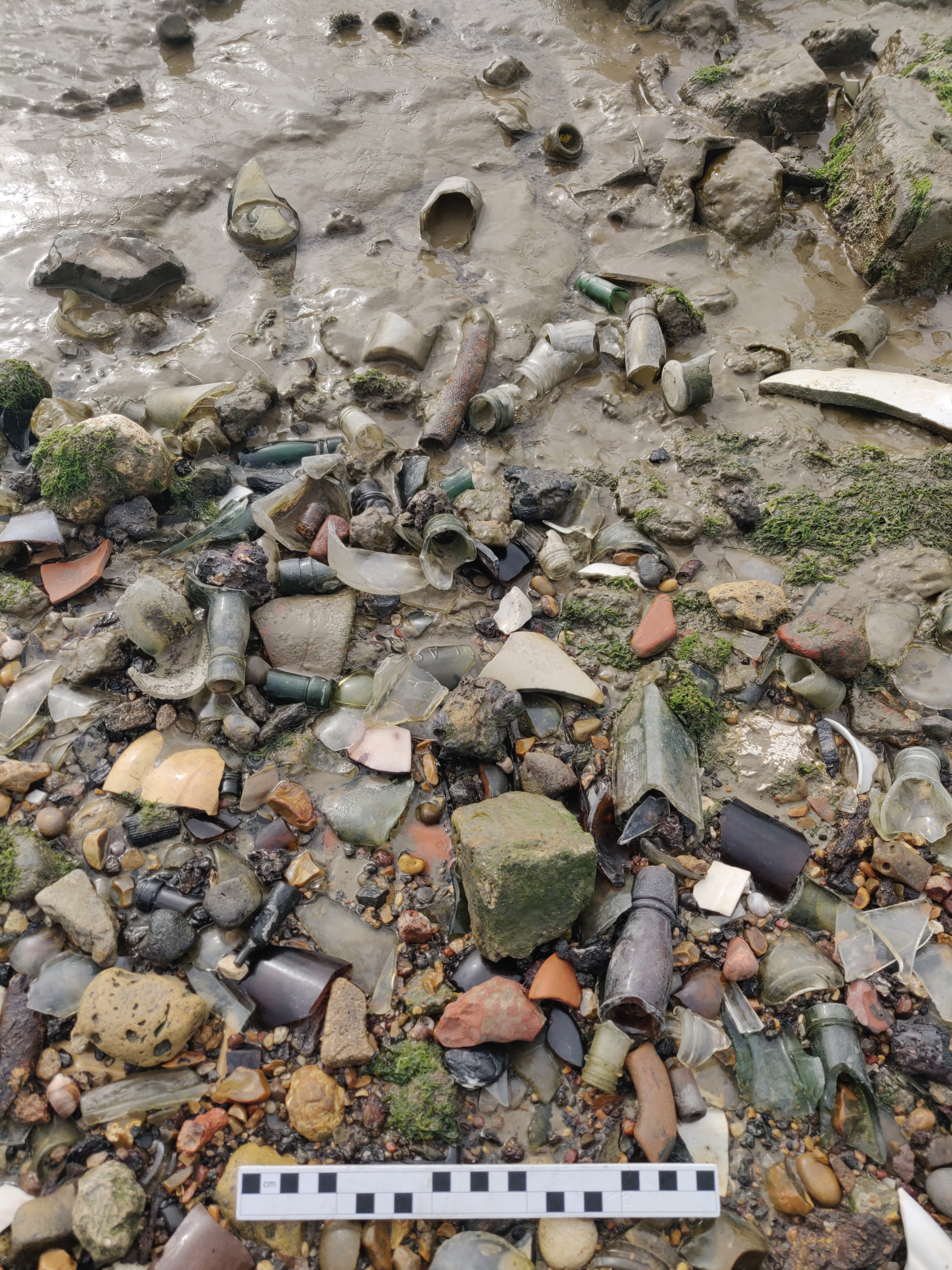
technofossilの一例

農業やその他作業による侵食の増加は、堆積物の組成変化および他の場所での堆積速度の増加に反映されるであろう。埋め立て政策のある土地区画では、工学的構造物がゴミや瓦礫とともに埋められて保存される傾向がある。 投棄されたり河川や小川によって運ばれたりしたゴミや瓦礫は、海洋環境の特に沿岸地域に蓄積することになる。 層序に保存されたこうした人工物は「テクノフォッシル
（techno fossil）」として知られる。
生物多様性の変化もまた種の導入と同じく化石記録に反映されることになる。 たとえば家禽のニワトリは、元々は東南アジアの赤色野鶏だが、人類の繁殖と消費を通じて世界で最も一般的な鳥になり、年間600億羽以上が消費されて、その骨は埋立地で化石化していくことになる。したがって、埋立地はテクノフォッシルを発見するための重要な資源である。

#### 微量元素
微量元素に関しては、多くの特徴が残されている。1945年から1951年にかけて、放射性降下物は原子爆弾の核実験場周辺で局所的に見られたが、1952年から1980年にかけての水素爆弾実験では炭素14（14C）やプルトニウム239、その他の人工的な放射性核種の数値が世界各地で明確に残り、炭素14は1964年に2倍となった。世界的な放射性核種の最高濃度は1965年で、人新世の始まりとして提案された年代の1つである。地上核実験の減少については「部分的核実験禁止条約」参照。
人類による化石燃料の燃焼により、世界中の最近の堆積物で黒色炭素、無機灰、球状炭素質粒子の濃度が上昇している。 これらの濃度は1950年頃から世界中でほぼ同時に著しく増加している。2019年9月17日には、黒色炭素（ブラックカーボン）の粒子が胎盤の胎児に面している側である「胎児面」から検出されたとの研究論文が科学誌『ネイチャー コミュニケーションズ』で発表された。
人新世を地質時代として認定するかどうかのプロセスは、模式地探しとともに進められた。国際地質科学連合の地質学者らは、2009年よりこの問題に取組み、この区分のために全世界の地質に共通する人間由来の堆積物質を見つけるため、2020年に水底の年縞等を調査する候補地を絞り込む作業が始まった。合衆国西岸、カナダの湖、メキシコ湾、イタリアの鍾乳洞、バルト海、ポーランドの泥炭地、中国の湖、オーストラリア沖のグレートバリアリーフ、南極氷床とともに、日本の別府湾（大分県）等世界12か所の堆積物調査が行われた。
その結果、1950年代以降、合衆国西岸では農産物増産のための化学肥料により大量の窒素・リン等の栄養塩が海や湖に流れ込み、藻類・植物プランクトンの大量発生の影響がみられた。カナダ・中国の湖や海底生物が少ないため土砂がかき乱されず堆積する別府湾では1950年頃から、世界的な戦後復興や大量消費社会の始まりに伴う石炭・石油の大量消費による球状炭化粒子の急増が見られた。鉛などの重金属やマイクロプラスチックも1950年あたりから急増していた。核実験の影響とみられるプルトニウム濃度の急増が南極を含む全ての箇所で確認された。このことから、プルトニウムが長い半減期もあって明確な指標として適するとプルトニウムを主要指標に1952年を人新世とすることが2024年末に提案されたが、その後否決されている。人が地球環境に圧倒的な影響を与え始めたのは、1万年以上前の農耕の始まりや産業革命等、他に適当な時代があるのではないかという異論も強い。なお、二酸化濃度の急増も1952年直前の時期から急増している。

## 期間の定義
人新世の開始時期について議論が続いており、広島市と長崎市に原子爆弾が投下された1945年の説が有力となっている。他の学者達は人新世の物理層にあるダイアクロナスな特徴を指摘している。開始と影響は時間経過と共に広がっていくため、単一の瞬間または開始日は特定できないという反論もある。

### 先史時代
地球で起きている環境変化の大半が産業革命の直接的な結果と考えられる一方、人新世が約8,000年前の農耕や定住性文化の発展と共に始まったという説がある 。温室効果ガスの排出の影響は産業時代が始まりではなく、古代の農民が穀物を育てるために森林を伐採した時期の8,000年前からだという 。
人新世の開始を農耕の端緒や新石器革命（約12,000年前）と結び付ける説もある。この時代に人類は南極大陸を除く全大陸に散在しており、狩猟採集社会での自給自足を補填するまたは置き換える目的で農業や畜産を発展させた。土地利用、生態系、生物多様性、種の絶滅における人口爆発の影響など、人類に関連した証拠は数多い。人類の影響が生物多様性を大きく変えたか停止させたと複数の科学者が考えている。昔の年代を主張する者達は、地質学的証拠にもとづいて、提案された人新世が現在の14,000-15,000年前に始まった可能性があるとしている。これが「人新世の始まりは何千年も前にさかのぼるべきだ」という他の科学者達の示唆につながっている。

### 古代
人新世の出発点として、完新世の最終フェーズであるサブアトランティック期の開始をあげる説がある。古代の文明においては、数に対する抽象概念、余剰知識の活用による科学（実践的な知識をシステマティックに省察することで生み出される）などの共通点もみられる。
人類の活動による環境の変化は古代から記録されており、建築や造船のための森林伐採は土地の荒廃を招いた。最古の叙事詩ともいわれる『ギルガメシュ叙事詩』におけるレバノンスギの伐採や、古代ギリシアの哲学者プラトンが『クリティアス』に書いた森林伐採による土壌の流失などがある。加えて、採掘などの活動はより広範囲な自然条件の変化を伴った。

### ヨーロッパ諸国によるアメリカ大陸の植民地化
マーク・マスリンとサイモン・ルイスが2015年に『ネイチャー』に発表した論文によれば、ヨーロッパ諸国によるアメリカ大陸の植民地化が進められた時代に地球規模で二酸化炭素濃度の低下が観測されている。原因は、ヨーロッパ人が持ち込んだ病気で先住民の人口が急激に減少して農地を放棄したことにある可能性が高い。1492年から1610年にかけて5000万人の先住民が死亡したとされ、農地が森林に変わって二酸化炭素濃度を低下させた。マスリンとルイスは、この劇的な変化の時期を「Orbis spike」（ラテン語で「世界のスパイク」を意味する）と呼び、人新世の開始となる国際標準模式層断面及び地点（GSSP）と見なすべきであると提案している。マスリンとルイスはまた、ヨーロッパ諸国によるアメリカ大陸の植民地化が世界的な貿易ネットワークと資本主義経済の発展に貢献し、産業革命とグレート・アクセラレーションの始まりに重要な役割を果たした点から、同大陸の植民地化に人新世を関連付けることは理にかなうと主張している。ヨーロッパとアメリカの病気、奴隷貿易、作物の伝播などをめぐる関係は、コロンブス交換とも呼ばれ、「コロンブスの最初の航海を口火として始まった大規模な探検と収奪にともなう、動植物や病原体の大移動」を指す。
ヨーロッパ人による植民地化でアメリカ大陸の環境は変化した。北米大陸では1685年には森林破壊の影響による洪水が始まり、18世紀には土壌流失が始まっていた。奴隷の労働力に依存した綿花とタバコの栽培は土壌への負担も大きく、2年から3年で収穫が減ったために農地が移っていき、産業革命以降の表土喪失やダストボウルへとつながってゆく。

### 産業革命
地球の大気の証拠に基づく提案として、蒸気機関が普及した産業革命の開始時期である18世紀に設定しようとする案がある。気候変動に関する政府間パネル（IPCC）は、長期間における温室効果ガスの変化に関連するベースラインとして1750年を採用している。産業革命が世界的な人類の影響の先駆けとなったのは明白であるが、地球の景観の大部分は既に人類の活動によってだいぶ変えられていた。

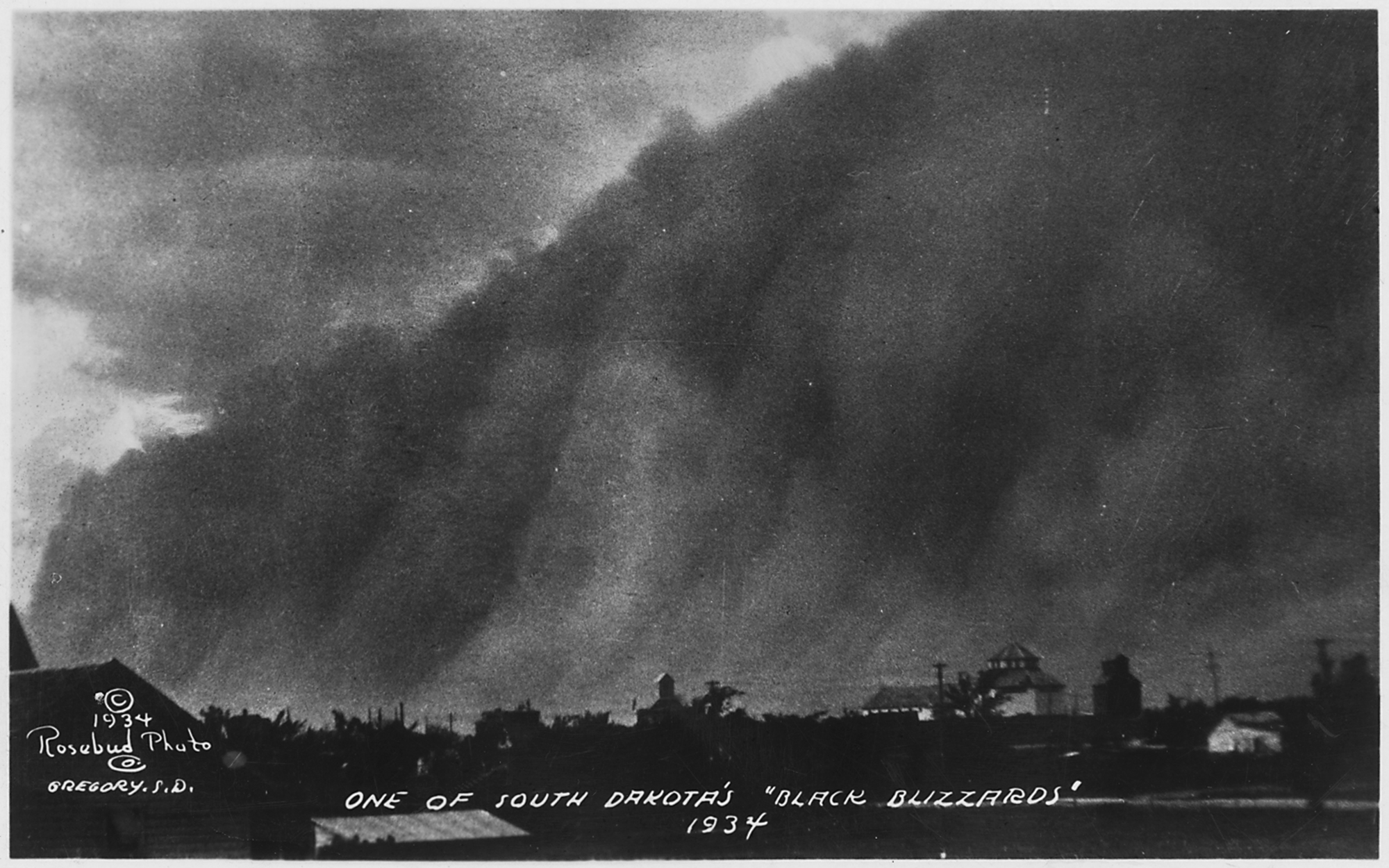
「黒いブリザード」と呼ばれた1934年のサウスダコタのダストボウル（砂嵐）。大規模なものは高さ数百メートルに達した。

大気汚染は、産業革命が最も早く進んだイギリスにおいて問題となった。大規模な石炭利用が始まった17世紀には、煤煙による建築物の腐食、肺結核や風邪の増加が記録された。18世紀には炭酸ナトリウムを使うソーダ工業によって酸性雨が降り、工場周辺では農地や森林が枯れた。イギリスでは規制のためにアルカリ法（1863年）が制定され、大気中の二酸化炭素、塩素、硫黄、アンモニアなどを測定する公害観測が始まった。19世紀にはイギリスから排出されたガスが他の地域で酸性雨を降らし、生物に悪影響を及ぼすようになった。アメリカでは過剰な農地化によって1930年代にダストボウルと呼ばれる砂嵐が起き、8億5000万トンの表土が失われて350万人の農民が農地を放棄した。同様の土壌の荒廃はソビエト連邦時代のウクライナなど世界各地で起きた。
産業革命は、気候変動に影響を与える人類の活動が、不平等のもとで進められた点も明らかにしている。1850年以降の二酸化炭素排出量は、全人口の18.8%にあたる2008年時点の先進国が72.6%を占めている。21世紀初頭の全人口のうち45%にあたる貧困層の人々の排出量は7%であり、最富裕層にあたる7%の人々の排出量は50%となっている。

### 1940年代以降

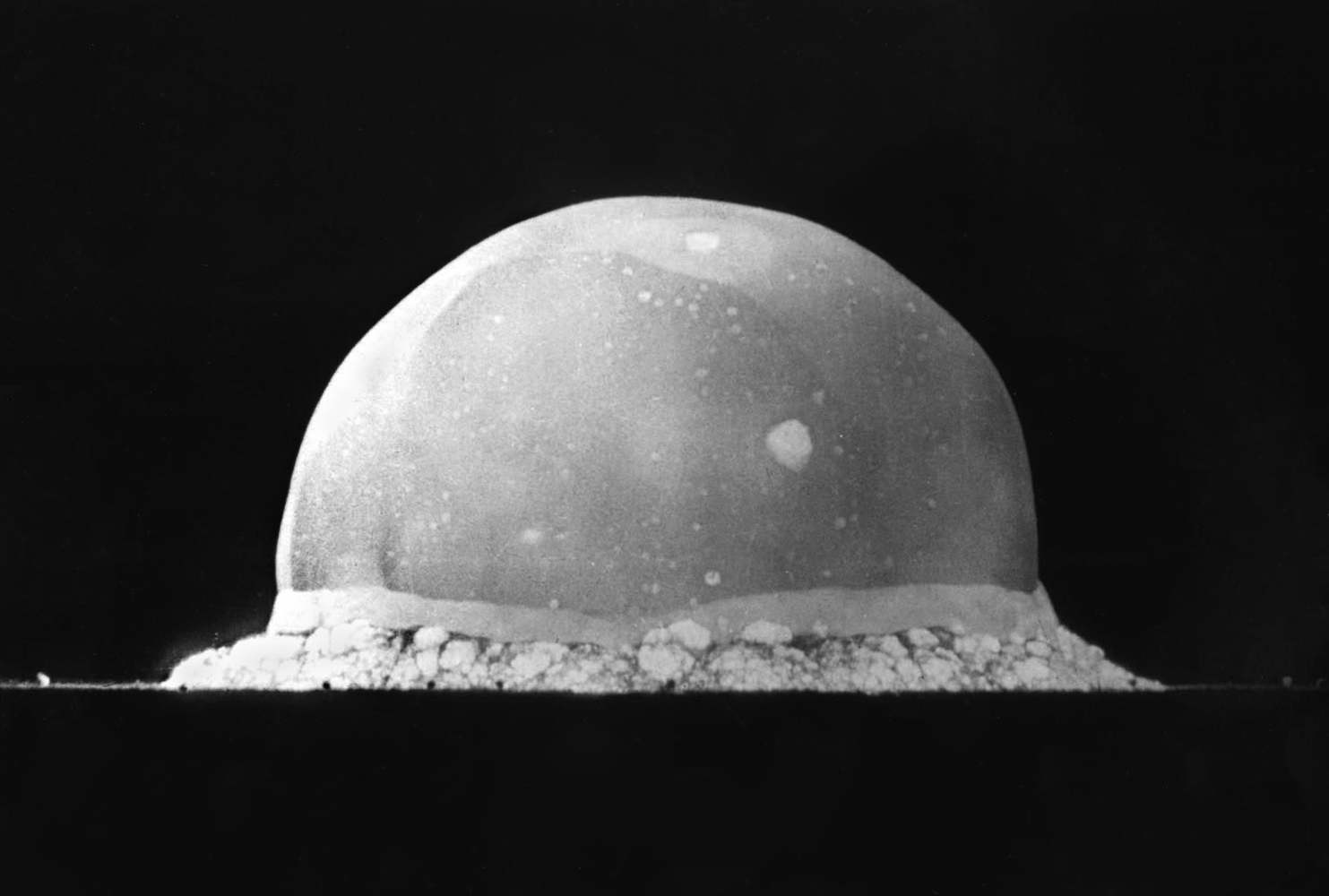
最初の核実験である1945年のトリニティ実験は、人新世の始まりとして提案されている一つである。

2016年の国際シンポジウムでは、グレート・アクセラレーションの開始時期にあたる1950年代を区切りとする意見も示された。この年代は、大気中核実験や安価な原油を利用した工業化による大量生産・大量消費、地球規模の大衆化による人工物質の増大、化学肥料・農薬・品種改良による食糧生産の増大や抗生物質による感染症の予防によって平均余命や人口過多が顕著となった時代にあたる。これらの変化は地理的、社会的に不平等でもあった。国を超えた広域汚染として最初に問題とされたのは、酸性雨だった。1972年から初の環境問題の国際会議として国際連合人間環境会議が始まり、ヨーロッパと北米で対策が進んだ。
2015年1月、層序学の観点から人新世を検討する人新世ワーキング・グループ（AWG）のメンバー38人中26人が、提案された新時代の出発点として1945年7月16日に行われた最初の核実験であるトリニティ実験を示唆する論文を発表した。しかし、人類が土壌の改変を始めた時期などを支持する少数派もいる。2019年6月時点で批准プロセスは継続中であり、1945年のトリニティ実験が他の案よりも有力である。2019年5月、AWGは20世紀半ばを開始年代とする票決を行ったが、2021年まで最終決定は行われない模様である。トリニティ実験以降の核実験や原子力発電所の事故、産業による化学物質は人類の身体に影響を及ぼし、放射線障害や公害病を引き起こした。

### 人新世のマーカー
AWGの報告書『地質年代区分としての人新世 - 科学的エビデンスと最新議論ガイド』（2019年）には、人新世の地層を確認するエビデンスとして、プラスティック、化学物質、放射性物質、絶滅の痕跡、人類活動に起因する地形の変形などがリストにされている。
大気組成のわずかな変化によるマーカーの代替となる、マーカーの有用な候補が土壌圏である。土壌圏は、何世紀または何千年も続く特徴を備えた気候と地球化学の歴史情報を保持しているため、人類が地質時代の大きな摂動と同等の影響を地球規模に及ぼしたことの証となる。人類の活動は現在、土壌生成の6番目の因子として確立している。人類の整地・掘削・堤防建設による地形変化、肥料やその他廃棄物による有機物の濃縮、継続的な栽培や過放牧による有機物の枯渇なども起こる。また侵食された素材や汚染物質による間接的な影響もある。人為的土壌とは、繰り返される耕作、肥料の添加、汚染、密閉、または人工物の濃縮など、人類活動の影響を受ける土壌のことである。世界土壌資源照合基準においては、アンスロソルおよびテクノソルとして分類される。それらは人為的影響の証明であり、人新世の信頼できるマーカーとされる。一部の人為起源の土壌は地質学上のゴールデンスパイクと見なされるかもしれず、化石の出土を含む明確な証拠をともなう地層がある。化石燃料のための掘削は、数百万年間は検出可能と思われる穴や空洞も作った。宇宙生物学者のデヴィッド・グリンスプーンは、1969年7月20日のアポロ11号の月面着陸地点を、唯一無二の出来事および人工物であり地質時間スケールを超えて存続するだろうから、人新世のゴールデンスパイクになると提案している。

## 文化
人新世という言葉は、人類の活動が地球規模で環境を激変させ、長期的な痕跡を残すという考えを広めることに貢献した。自然科学から文化への一方向な影響ではなく、相互に影響を与え合う関係にある。気候変動への対策では、自然科学の観点だけで温室効果ガスの削減を訴えても解決せず、政治的・社会的・文化的・情動的な面も考える必要がある。文化や価値の変容をどのように解決するかについては技術的な解決と異なる困難があり、社会科学や人文科学の知見が必要となる。
人新世は、自然科学以外の分野でも普及が進んだ。2016年1月に、日本の国立科学博物館で行われた国際シンポジウムでは、自然史と人類の活動の歴史（特に産業史、技術史、科学史、哲学史、宗教等）の知見で人新世を総体的にとらえることが試みられた。このシンポジウムでは、人新世は層序学の学術用語としては検討中だが、一般用語として「ルネサンス」などと同じように使われることは妨げられないことが確認された。同年10月にはスコットランドのストラスクライド大学で人新世における法と人権をテーマとしたシンポジウムが開催された。2019年5月にはスウェーデン王立工科大学でポストヒューマニティーズ・ハブ（The Posthumanities Hub）の主宰によるシンポジウムが開催され、芸術家、学者、教育者、市民、活動家、ジャーナリストらが参加し、人新世における思考と行動について対話が行われた。イベントの模様は動画配信された。国際地質科学連合執行理事である北里洋（早稲田大学招聘研究員）は、人新世について「環境破壊への警鐘になるが、（地質時代として）科学的に認められるかは全く別」と指摘している。

### 学術分野
人文学界では、学術誌の特集課題、会議、専門分野のレポートを通して注目を集めている。2013年には、ベルリンの世界文化会館とマックス・プランク科学史研究所によって人新世カリキュラムが開始された。これは人新世に関する研究・教育・学習のための方法の樹立を目的としており、学際的な共学習・共創の活動を進めている。
人新世の概念が広まることで、既存の学術分野に変化をもたらした。自然科学においては地球システム科学が生まれ、社会科学や人文科学においては環境人文学が生まれた。
地球システム科学
地球システム科学は、地球を単一のシステムとしてとらえ、全地球的な環境を研究する。地球システム科学が扱うデータは、現在の地球環境の状況に加えて、長期の過去も含まれる。これにより、人類活動が地球に与える影響を明らかにすることを目的としている。地球システム科学が可能となったのは、地球圏・生物圏国際協同研究計画（IGBP）が1983年に設立され、地球環境の物理的・科学的・生物的要素の分析を続けてきたデータの蓄積の成果がある。
環境人文学
環境人文学は、変化する環境と人類の関係を理解し、危機に対応するための学際的な学問である。自然観や環境に対する価値観・倫理観を形成する文化的・哲学的な枠組みを研究し、政策立案や価値観の創造に関わる活動も含まれる。環境人文学の成立にあたっては、1970年代の環境哲学、1980年代の環境史、1990年代のエコクリティシズム、そして人新世の普及による人間観の変化がもとになっている。

### ポップカルチャー・芸術
人新世の概念はポップカルチャーや芸術にも影響を与え、環境アートをはじめ人新世に関連のあるアート作品も制作されるようになった。たとえばKelly Jazvacら3名の共同による『プラスティグロメレート』（2013年）という作品のタイトルの意味は、「人が撒き散らかしたゴミ、または石油製品などが海中等の様々な物質とともに熱せられるなどして石のような塊になった物質」を指す
。人新世をテーマとする展覧会として、ニコラ・ブリオーによる台北ビエンナーレの『グレート・アクセラレーション』（2014）、長谷川祐子によるモスクワ国際現代美術ビエンナーレの『雲 ⇆ 森』（2017）なども開催された。音楽ではニック・マルヴェイがコーンウォールの海岸に漂着したプラスチックを素材にして、アナログレコード作品『In The Anthropocene』を制作した。その他にも人新世をタイトルやテーマに冠した作品を発表するミュージシャンがいる。
人新世の概念の普及には映像作品も影響を与えており、『Anthropocene』（2015年）、『Anthropocene: The Human Epoch』（2018年）、『L'homme a mangé la terre』（2019年）などのドキュメンタリーは注目を集めた 。クリス・ジョーダンはミッドウェイ諸島のアホウドリを撮影し、親鳥からプラスティックを与えられて消化できずに死亡した雛の姿を発表した。ジョーダンはのちにこれを『アホウドリ』（2017年）として映画化した。プラネタリー・バウンダリーの提唱者でもあるヨハン・ロックストロームは、Netflixのドキュメンタリー『地球の限界: 私たちの地球の科学』（2021年）に出演して問題の解決を訴えた。
ドキュメンタリー以外の作品としては、アニメ映画『天気の子』（2019年）がある。この作品は気候変動に見舞われ東京の多くが海没している近未来の世界が舞台となり、登場人物が読む雑誌の誌面に「アントロポセン」と書かれているシーンがある。漫画では、産業社会が崩壊し特異な生態系に覆われた地球を舞台にした『風の谷のナウシカ』を人新世に関連づける言及もなされている。

## 研究史

### 前史
博物学者のビュフォンは著書『一般と個別の博物誌』シリーズの『自然の諸時期』（1778年）において、「地球のすべての表面は人間の力の痕跡をとどめている」と書き、人間が気候帯の諸条件を自らに適したものに固定していると指摘した。同時に、短期的な視点による行動は破壊的な結末になり得ると警告した。19世紀初頭には気候が世界規模で連結しているという学説が現れ、フランスの工学者ローシュ・ド・ラ・ベルジュリーやイギリスの植物学者ジョゼフ・バンクスらは森林伐採が悪天候につながると論じた。アメリカの地理学者ジョージ・P・マーシュは『人間と自然 - 人間行為によって改変されたものとしての自然地理学』（1864年）で産業が地形や地質に与える影響を指摘した。1873年には、イタリアの地質学者アントニオ・ストッパーニが地球における人類の力および影響の増大を認めて「人類代 (anthropozoic era)」に言及した。
人新世の初期概念は、1938年にソビエト連邦の鉱物学者ウラジーミル・ヴェルナツキーによるノウアスフィアで提案された。ソビエト連邦の科学者は、1960年代には「人新世」という用語を使用して最新の地質時代である第四紀に言及していたようである。
地球を一つのシステムとして考えることは、ヴェルナツキーの他に1950年代の生物学者ユージン・オダムのエコシステム、1980年代のジェームズ・ラヴロックのガイア仮説などもある。人類の製造した化学物質が生態系に与える悪影響は生物学者レイチェル・カーソン『沈黙の春』（1962年）で指摘され、資源の制約と経済活動の関係についてはローマクラブの報告書『成長の限界』（1972年）がある。しかし、1980年代以前の研究は個別研究であり、全地球的なデータには基づいていなかった。
1980年代以降に地球規模で環境問題を研究するプロジェクトが開始された。1980年の世界気候研究計画（WCRP）、1987年のIGBP、1990年の地球環境変化の人間・社会的側面に関する国際研究計画（IHDP）、1991年の生物多様性国際研究プログラム（DIVERSITAS）の4つが主なプロジェクトとなった。これら4つはGECプログラムズと総称され、研究結果が共有された。これによりインフラストラクチャーが整備され、環境の研究が進んだ。

### 用語の普及
人新世という用語が広まるにつれて、正式な地質年代として登録する活動も始まった。2008年、ロンドン地質学会の層序学委員会は人新世を地質時代区分の正式な単位にすることを検討し、国際層序委員会（ICS）では第四紀層序学小委員会の人新世ワーキング・グループ（AWG）も設立された。委員会の過半数が、この提案にはメリットがあり、さらに検証する必要があると判断した。地質学会から独立したさまざまな科学者のワーキンググループが、地質時間スケールに人新世が正式に受け入れられるか否かを判断するようになった。
2012年にリオデジャネイロで開催された国連持続可能な開発会議では、動画作品『ようこそ、人新世へ』がオープニング上映され、国際社会に知られるようになった。2014年には学術誌『人新世レヴュー（The Anthropocene Review）』が創刊され、2015年には国際学術連合会議の国際プロジェクト「フューチャー・アース」プロジェクトが開始されて『人新世マガジン（Anthropocene Magazine）』が定期刊行された。
AWGは2016年4月にオスロで会合を開き、人新世を真の地質時代とする議論を支持する証拠をまとめた。証拠が評価されると、AWGは2016年8月に新しい地質時代として人新世を勧告することを票決した。ICSがこの勧告を承認した場合、この用語を採用する提案は、地質時間スケールの一部として正式採用される前に国際地質科学連合（IUGS）によって批准される必要がある。
2019年6月時点で、ICSとIUGSは人新世を地質時代の公認下位区分としては正式に承認していない。AWGは、地質時間スケールで人新世を定義するための公式なゴールデンスパイク（GSSP）の提案に向けて2016年4月に票決を行い、その勧告を2016年8月の万国地質学会議に提示した。2019年5月、AWGの会員34人がICSに対して公式提案を行うことに賛成票を投じた。
2019年4月、AWGは2016年会合で開始されたプロセスを継続するために、ICSへの正式な提案を票決すると発表した。2019年5月21日、AWGの識者34人のうち29人の会員が2021年までに公式提案がなされることに賛成票を投じた。またAWGは20世紀半ばを開始日とする支持にも29票を投じた。国際標準模式層断面及び地点（GSSP）の候補地が10ヵ所認定されており、うち1ヵ所が最終提案に含まれるよう選択される予定である。可能性があるマーカーには、マイクロプラスチック、重金属、熱核兵器の試験によって残った放射性原子核などがある。

## 議論
人新世とそれに付随する時間尺度や生態学上の含意は、死と文明の終焉、記憶と保管記録、人文主義的調査の範囲と方法、および「自然の終焉」への感情的反応 についての議論を呼んでいる。人新世がもたらすイデオロギーの側面も批判されている。

### 「人」の定義
人新世における「人」とは何を指すかという議論がある。人新世では人類の影響が自明とされるが、これが人類による環境操作を正当化する人間中心主義につながることが問題とされる。人新世は、これまで社会科学や人文科学で研究されてきたジェンダー、セクシュアリティ、人種、階級、宗教などを全人類のリスクの観点から見直す機会としても論じられている。
人新世における人間中心主義や価値の一元化に対して、様々な分野から検討がされている。人類学の観点からは、「人」の範囲を拡張するマルチスピーシーズ民族誌がある。これは、人間社会を体内の微生物・ウイルス、食用の生物、ペットを含む複数の生物種のコミュニティとみなすアプローチである。フェミニズムやクィア理論では、人間の身体や異性愛を自明とする観点が批判的に検討されている。人新世において自然や生物種の存続が重要とされる場合、「未来の世代のために環境を守る」という価値観や、異性愛中心主義が求められる可能性がある。これに対して、人新世を根拠に価値観の一元化をするのではなく、複数の価値観を担保することが重要だと論じている。20世紀末から始まったポスト・ヒューマニズムの学派の中には、人間の完全性や中心性には懐疑的であるため人新世の人間中心主義を批判する論者がいる。社会経済的な観点からは、「人」という括りで全人類に同じ責任を課すことに対する批判もある（後述）。

### 科学者コミュニティと社会の関係
人新世の概念は、学術的な議論の積み重ねによって民主的に定まっていったボトムアップ型の経緯を持つ。この点で、国際政治においてトップダウン型に普及したミレニアム開発目標（MDGs）や持続可能な開発目標（SDGs）などの語とは異なる。他方で、科学の方向性が大企業やその影響を受けた政府に左右されると、民主的かつボトムアップ型の性質が影響を受ける可能性がある。
人新世概念の普及に貢献したクルッツェンは、オゾンホールの研究でノーベル化学賞を受賞しており、隠喩の力を熟知していた。たとえば「大気中のオゾン濃度の減少」ではなく「オゾンホール」と呼んだほうが、人々の想像を喚起して環境問題を考えさせる影響は大きい。人新世についても、クルッツェンは人類と自然の関係の隠喩だと語っている。
科学者の研究と、社会に及ぼす影響のギャップが問題とされている。国連の気候変動に関する政府間パネル（IPCC）と、生物多様性及び生態系サービスに関する政府間科学政策プラットフォーム（IPBES）では地球のエコシステムに関する知見を報告書にまとめたが、一般社会やメディアでは注目を集めず、経済政策に反映されていない。気温上昇を産業革命以降からの1.5度から2度以下に抑えるための二酸化炭素の排出可能量は600から800ギガトンとされ、2016年に排出減少を始めれば25年の猶予があったが、2025年に排出減少を始めた場合は10年の猶予となり遅すぎるという警告も出された。パリ協定では21世紀中に気温上昇を2度未満に抑えることが目標とされているが、パリ協定以降に各国が出した削減目標では、21世紀中に3度上昇すると予想されている。

### 人新世の社会的起源、不平等
人新世が人類の活動を原因（人為起源）とするならば、それは社会活動の帰結でもあり、社会起源ともいえる。自然科学に重点を置いた人新世の議論は、この世界を形作った資本主義、帝国主義、人種主義などの不平等が考慮されていないという指摘がある。この観点からは人新世は政治・経済的な起源も重要とされる。
地域や生活によってエネルギー消費の不平等が存在し、全ての人間が同じように環境に影響を与えているわけではない。たとえば牧畜生活と都市生活ではエネルギー消費の差が1000倍ともいわれる。2016年時点で世界人口の13%にあたる9億4000万人が電気を利用できない状態にある。1850年から2010年までに排出された二酸化炭素とメタンの総量の63%は、90の私企業から排出された。環境への負荷についてはエコロジカル・フットプリントとバイオキャパシティ（環境収容力）という指標があり、国際的な不平等が明らかとなっている。1973年時点のバイオキャパシティに対するエコロジカル・フットプリントの割合は、アメリカ176%、イギリス377%、フランス141%、西ドイツ292%、日本576%だったのに対して、その他のアフリカ、アジア、ラテンアメリカ諸国の多くは50%以下だった。工業国は他の地域から資源を集めて富を生み出し、他方で汚染物質と温室効果ガスを排出し、他の地域の生態系の修復作用を低下させている。2019年時点で最も温室効果ガスの排出が多い上位10%の所得層は排出量の50%を占めており、最も温室効果ガスの排出が少ない50%の所得層は排出量の10%にとどまっている。このため富裕国と富裕層により大きな責任があるという指摘がある。
人新世によって全人類が被害をこうむるという表現がなされることがあるが、そうした表現が災害における不平等を隠すという批判がある。2005年のハリケーン・カトリーナにおけるニューオーリンズの黒人社会と白人社会の違い、2011年のタイの洪水における地方政府と中央政府の対立、海面上昇におけるキリバスやバングラデシュとオランダの違いなどが一例である。地域や所得によって気候変動への対策に投入できる費用が異なり、不平等が生じる。こうした状況は「富裕者と特権階級の救命ボート」とも表現される。

### 技術的な解決策
人新世の将来に対するアプローチとして、ジオエンジニアリングなどの技術による環境問題の解決という案がある。大きく分けて、太陽光を反射して気候を冷却する太陽放射管理（SRM）と、二酸化炭素の吸収などによるCO2除去（CDR）の2つの方法がある。ジオエンジニアリングは、急激な気候変動を起こす危険性や軍事利用の懸念からタブー視されていた。その流れを変えたのは、クルッツェンが2006年に発表した論文だった。クルッツェンは冷却効果をもつ硫酸エアロゾルを成層圏に散布する方法を発表し、ジオエンジニアリングの必要性を論じた。パリ協定の枠組みでは21世紀中の気温上昇を2度未満に抑える目標には到達しないことが判明しているため、ジオエンジニアリングによる解決が注目されている。
ジオエンジニアリングはいくつかの問題点も指摘されている。(1) 太陽放射管理を止めた場合、温室効果が急激に進む。(2) 太陽放射管理は二酸化炭素濃度を減らさないため海洋酸性化は止まらない。(3) 太陽放射管理によって全球で水循環が減る可能性がある。(4) 生態系を利用するCO2除去は生態系への悪影響の可能性がある。(5) 素朴な人間中心主義や技術楽観主義である。(6) 人新世の社会的起源に対する視点がなく、産業革命以降の構造的な格差を温存する可能性がある。(7) 地域紛争をまねく可能性がある。たとえば人工降雨を一方的に導入すると、大気中の水分をめぐって「雨を盗んだ」などの非難が起こりうる。
環境保護活動を表面的に告知するが実質は貢献していないものはグリーンウォッシングとも呼ばれており、企業活動に多い。2010年の調査では、グリーンウォッシングが環境改善の最大の阻害要因となっているという結果もある。

### 時間尺度
人新世の期間についての議論として、将来に及ぼす影響がある。仮に二酸化炭素の排出ゼロをただちに実現したとしても、それまでの完新世と同じ安定した気候を取り戻すには、数世紀から数十世紀が必要とされる。温度の低下は二酸化炭素濃度よりもペースが遅く、スーザン・ソロモンらの論文によれば、排出をゼロにしても温度低下は1000年で約0.5度のペースとなる。
他方で、時間尺度の観点から人新世を批判する意見もある。地質学的な出来事としては短期間なので、遠い未来の地質学者は数千年という人類文明の存在には気付かないだろうという指摘がある。

### 類似語
宇宙生物学者のデヴィッド・グリンスプーンは、人新世をさらに2つの「プロト人新世」（proto-Anthropocene）と「成熟人新世」（mature Anthropocene）に分けている。プロト人新世とは、人類が無自覚なうちに地球を作り変えた時代を指す。成熟人新世とは、人類が持続可能な生活を可能として熟慮しながら地球をコントロールする時代を指すが、まだ始まっていない。グリンスプーンは「テラサピエンス」（Terra Sapiens）や「賢い地球」（Wise Earth）という言葉を使い、技術による地球の管理と人類の管理を提案した。
均質新世（Homogenocene）は、さらに特有の用語であり、生物多様性が減少し、侵入種（作物、家畜）が原因で世界中の生態系が互いに似通ってくる時代を指す。均質新世という用語は、1999年の学術誌『Journal of Insect Conservation』の編集記事「諸外国への動物相の移転：ここが均質新世の出現」で昆虫学者のマイケル・サムウェイズが最初に使用した。
政治経済的な観点からは、人類が選択した資本主義がこの状況を作ったという主張にもとづく資本新世（Capitalocene、キャピタロシーン）という語もある。資本新世は2009年以降に数人の論者によって独立して使われ始めた。資本主義的生産様式による不平等を重視しており、資本新世を提案する論者の中には、人新世という語は人間の不平等をカモフラージュしていると批判する者もいる。
また、生物の輸送や殺戮によるモノカルチャー、奴隷や強制労働などを象徴するために植民新世（Plantationocene）という語もある。